# Miluo
Miluo (chiń. 汨罗; pinyin Mìluó) – miasto na prawach powiatu w Chinach, w prowincji Hunan, w prefekturze miejskiej Yueyang. W 1999 roku liczba mieszkańców miasta wynosiła 700 665.